# 猶太希律王國
猶太希律王國是公元前37年至前4年由大希律王统治的罗马共和国的从属国。大希律王由罗马元老院任命为“犹太人之王”。他死后，王国领土被分为希律四国。